# HouseBroken
HouseBroken es una serie de televisión de comedia animada estadounidense creada por Jennifer Crittenden, Clea DuVall y Gabrielle Allan para Fox. La serie se estrenó el 31 de mayo de 2021. En agosto de 2021, la serie fue renovada para una segunda temporada, que se estrenó el 4 de diciembre de 2022. En mayo de 2024, la serie fue cancelada tras dos temporadas.

## Elenco

### Principales
- Lisa Kudrow como Honey
- Clea DuVall como Elsa
- Nat Faxon como Chief
- Will Forte como Shel y Nathan
- Tony Hale como Diablo y Max
- Sharon Horgan como Tabitha
- Jason Mantzoukas como The Gray One
- Sam Richardson como Chico
- Tchotchke

### Recurrentes
- Maria Bamford como Jill y Darla
- Greta Lee como Bubbles
- Bresha Webb como Nibbles
- Brian Tyree Henry como Armando
- Timothy Simons como Raccoon

### Invitados
- Dax Shepard y Kristen Bell como Rutabaga y Juliet, respectivamente
- Anna Faris como Lil' Bunny
  - Faris también ha dado voz a Chartreuse en «Who's a Good Therapist».
- Sarah Cooper como Lenny
- Nicole Byer como Larrabee
- Ben Schwartz como Brice
- Cathy Moriarty como Nancy
- Nicole Sullivan como Little Cookie
- Paul F. Tompkins como Ray Liotta

## Episodios

### Temporadas
| Temporada | Temporada | Episodios | Episodios | Emisión original       | Emisión original     |
| Temporada | Temporada | Episodios | Episodios | Primera emisión        | Última emisión       |
| --------- | --------- | --------- | --------- | ---------------------- | -------------------- |
|           | 1         | 11        | 11        | 31 de mayo de 2021     | 30 de agosto de 2022 |
|           | 2         | 19        | 19        | 4 de diciembre de 2022 | 6 de agosto de 2023  |

### Primera temporada (2021)
| N.º en serie | N.º en temp. | Título                       | Dirigido por     | Escrito por                                        | Fecha de emisión original | Código de prod. | Audiencia (millones) |
| ------------ | ------------ | ---------------------------- | ---------------- | -------------------------------------------------- | ------------------------- | --------------- | -------------------- |
| 1            | 1            | «Who's a Good Girl?»         | Mark Kirkland    | Jennifer Crittenden, Gabrielle Allan y Clea DuVall | 31 de mayo de 2021        | 1BBHB01         | 0.99                 |
| 2            | 2            | «Who Did This?»              | Jackson Turcotte | John Levenstein                                    | 7 de junio de 2021        | 1BBHB02         | 0.97                 |
| 3            | 3            | «Who's Wild?»                | Jake Hollander   | Ethan Sandler                                      | 14 de junio de 2021       | 1BBHB04         | 0.98                 |
| 4            | 4            | «Who's a Good Therapist?»    | Jackson Turcotte | Ali Waller                                         | 21 de junio de 2021       | 1BBHB05         | 0.97                 |
| 5            | 5            | «Who's Afraid of Boomsday?»  | Eric Koenig      | Elliott Kalan                                      | 28 de junio de 2021       | 1BBHB08         | 0.86                 |
| 6            | 6            | «Who's Getting Cold Feet?»   | Mike Morris      | Christopher Encell                                 | 12 de julio de 2021       | 1BBHB06         | 0.83                 |
| 7            | 7            | «Who's Going to the Vet?»    | Mike Morris      | John Levenstein                                    | 19 de julio de 2021       | 1BBHB09         | 0.94                 |
| 8            | 8            | «Who Are You?»               | Amber Hollinger  | Neil Goldman y Garrett Donovan                     | 9 de agosto de 2021       | 1BBHB10         | 0.88                 |
| 9            | 9            | «Who Done It?»               | Eric Koenig      | Clea DuVall                                        | 16 de agosto de 2021      | 1BBHB11         | 0.84                 |
| 10           | 10           | «Who's a Bad Girl? (Part 1)» | Mike Morris      | Jennifer Crittenden y Gabrielle Allan              | 23 de agosto de 2021      | 1BBHB12         | 0.86                 |
| 11           | 11           | «Who's a Bad Girl? (Part 2)» | Amber Hollinger  | Jennifer Crittenden, Gabrielle Allan y Clea DuVall | 30 de agosto de 2021      | 1BBHB13         | 0.89                 |

### Segunda temporada (2022-23)
| N.º en serie | N.º en temp. | Título                                                                            | Dirigido por | Escrito por                           | Fecha de emisión original | Código de prod. | Audiencia (millones) |
| ------------ | ------------ | --------------------------------------------------------------------------------- | ------------ | ------------------------------------- | ------------------------- | --------------- | -------------------- |
| 12           | 1            | «Who's Found Themselves in One of Those Magical Christmas Life Swap Switcheroos?» | Tom King     | Dave Jeser y Matt Silverstein         | 4 de diciembre de 2022    | 2BBHB06         | 0.86                 |
| 13           | 2            | «Who's Having a Merry Trashmas?»                                                  | Eric Koenig  | Danny Zuker                           | 4 de diciembre de 2022    | 2BBHB07         | 0.69                 |
| 14           | 3            | «Who's Obsessed? (A Lifetime Original)»                                           | Eric Koenig  | Clea DuVall                           | 26 de marzo de 2023       | 2BBHB02         | 0.61                 |
| 15           | 4            | «Who's a Scaredy Cat?»                                                            | Eric Koenig  | Dave Jeser y Matt Silverstein         | 2 de abril de 2023        | 3BBHB05         | 0.55                 |
| 16           | 5            | «Who's a Homeowner?»                                                              | Damil Bryant | Garrett Donovan                       | 7 de mayo de 2023         | 3BBHB09         | 0.62                 |
| 17           | 6            | «Who's Trippin'?»                                                                 | Tom King     | Peter Kim y Danny Zuker               | 14 de mayo de 2023        | 3BBHB10         | 0.54                 |
| 18           | 7            | «Who's the Boss?»                                                                 | Tom King     | Neil Goldman y Garrett Donovan        | 21 de mayo de 2023        | 2BBHB03         | 0.54                 |
| 19           | 8            | «Who's Nocturnal?»                                                                | Eric Koenig  | Scott Gairdner                        | 28 de mayo de 2023        | 2BBHB04         | 0.43                 |
| 20           | 9            | «Who's Married?»                                                                  | Damil Bryant | Rachel Leavitt y Jon Stahl            | 28 de mayo de 2023        | 3BBHB06         | 0.40                 |
| 21           | 10           | «Who Got Burned?»                                                                 | Damil Bryant | Neil Goldman y Garrett Donovan        | 4 de junio de 2023        | 2BBHB05         | 0.46                 |
| 22           | 11           | «Who's Getting Up There?»                                                         | Tom King     | Ann Kim                               | 4 de junio de 2023        | 3BBHB04         | 0.49                 |
| 23           | 12           | «Who's Afraid of Boomsday Again?»                                                 | Eric Koenig  | Gabrielle Allan y Jennifer Crittenden | 9 de julio de 2023        | 3BBHB11         | 0.34                 |
| 24           | 13           | «Who's God?»                                                                      | Damil Bryant | Elliott Kalan                         | 9 de julio de 2023        | 2BBHB01         | 0.32                 |
| 25           | 14           | «Who's the Birthday Girl?»                                                        | Damil Bryant | Nadiya Chettiar                       | 23 de julio de 2023       | 1BBHB07         | 0.41                 |
| 26           | 15           | «Who Ain't Afraid of No Ghosts?»                                                  | Tom King     | Elliott Kalan                         | 23 de julio de 2023       | 3BBHB01         | 0.36                 |
| 27           | 16           | «Who's A Party Pony?»                                                             | Damil Bryant | Ethan Sandler                         | 30 de julio de 2023       | 3BBHB03         | 0.43                 |
| 28           | 17           | «Who's The Cat-Chelorette?»                                                       | Eric Koenig  | Shana Gohd                            | 30 de julio de 2023       | 3BBHB08         | 0.46                 |
| 29           | 18           | «Who's A Mole?»                                                                   | Tom King     | Vincent Brown                         | 6 de agosto de 2023       | 3BBHB07         | 0.40                 |
| 30           | 19           | «Who's A Winner?»                                                                 | Eric Koenig  | Clea DuVall                           | 6 de agosto de 2023       | 3BBHB02         | 0.40                 |

## Producción

### Desarrollo
El título provisional de la serie era Therapy Dog. El 19 de diciembre de 2019, Fox ordenó la producción de la serie. La serie es creada por Clea DuVall, Jennifer Crittenden y Gabrielle Allan, quienes también se encargan de la producción ejecutiva junto con Sharon Horgan, Clelia Mountford, Aaron Kaplan y Dana Honor. La serie se estrenó el 31 de mayo de 2021. El 9 de agosto de 2021, la serie fue renovada para una segunda temporada. La segunda temporada se estrenó el 4 de diciembre de 2022. El 10 de mayo de 2024, Fox canceló la serie tras dos temporadas.

### Casting
El 19 de diciembre de 2019, se anunció que Lisa Kudrow, Clea DuVall, Nat Faxon, Will Forte, Tony Hale, Sharon Horgan, Jason Mantzoukas y Sam Richardson se habían unido al elenco principal de la serie.

## Recepción

### Críticas
En Rotten Tomatoes la serie tiene un índice de aprobación del 50%, basado en 10 reseñas, con una calificación promedio de 4.5/10. En Metacritic, tiene puntaje promedio de 66 sobre 100 en ponderación, basada en 7 reseñas, lo que indica «criticas generalmente favorables».

### Ratings

#### Temporada 1
| N.º | Título                       | Fecha de emisión     | ÍA (18–49) | Audiencia (millones) | DVR (18–49) | Audiencia DVR (millones) | Total (18–49) | Audiencia total (millones) |
| --- | ---------------------------- | -------------------- | ---------- | -------------------- | ----------- | ------------------------ | ------------- | -------------------------- |
| 1   | «Who's a Good Girl?»         | 31 de mayo de 2021   | 0.3        | 0.99                 | 0.1         | 0.24                     | 0.4           | 1.23                       |
| 2   | «Did This?»                  | 7 de junio de 2021   | 0.3        | 0.97                 | 0.1         | 0.15                     | 0.3           | 1.12                       |
| 3   | «Who's Wild?»                | 14 de junio de 2021  | 0.3        | 0.98                 | 0.1         | 0.18                     | 0.3           | 1.16                       |
| 4   | «Who's a Good Therapist?»    | 21 de junio de 2021  | 0.3        | 0.97                 | 0.1         | 0.16                     | 0.3           | 1.13                       |
| 5   | «Who's Afraid of Boomsday?»  | 28 de junio de 2021  | 0.3        | 0.86                 | 0.1         | 0.16                     | 0.3           | 1.04                       |
| 6   | «Who's Getting Cold Feet?»   | 12 de julio de 2021  | 0.3        | 0.83                 | 0.1         | 0.17                     | 0.3           | 1.00                       |
| 7   | «Who's Going to the Vet?»    | 19 de julio de 2021  | 0.3        | 0.94                 | 0.1         | 0.19                     | 0.3           | 1.13                       |
| 8   | «Who Are You?»               | 9 de agosto de 2021  | 0.3        | 0.88                 | 0.0         | 0.14                     | 0.3           | 1.02                       |
| 9   | «Who Done It?»               | 16 de agosto de 2021 | 0.3        | 0.84                 | 0.0         | 0.15                     | 0.3           | 0.99                       |
| 10  | «Who's a Bad Girl? (Part 1)» | 23 de agosto de 2021 | 0.2        | 0.86                 | —           | —                        | —             | —                          |
| 11  | «Who's a Bad Girl? (Part 2)» | 30 de agosto de 2021 | 0.2        | 0.89                 | —           | —                        | —             | —                          |

#### Temporada 2
| N.º | Título                                                                            | Fecha de emisión       | ÍA (18–49) | Audiencia (millones) | DVR (18–49) | Audiencia DVR (millones) | Total (18–49) | Audiencia total (millones) |
| --- | --------------------------------------------------------------------------------- | ---------------------- | ---------- | -------------------- | ----------- | ------------------------ | ------------- | -------------------------- |
| 1   | «Who's Found Themselves in One of Those Magical Christmas Life Swap Switcheroos?» | 4 de diciembre de 2022 | 0.3        | 0.86                 | 0.0         | 0.10                     | 0.3           | 0.96                       |
| 2   | «Who's Having a Merry Trashmas?»                                                  | 4 de diciembre de 2022 | 0.2        | 0.69                 | 0.0         | 0.09                     | 0.2           | 0.78                       |
| 3   | «Who's Obsessed? (A Lifetime Original)»                                           | 26 de marzo de 2023    | 0.2        | 0.61                 | —           | —                        | —             | —                          |
| 4   | «Who's a Scaredy Cat?»                                                            | 2 de abril de 2023     | 0.1        | 0.55                 | —           | —                        | —             | —                          |
| 5   | «Who's a Homeowner?»                                                              | 7 de mayo de 2023      | 0.2        | 0.62                 | —           | —                        | —             | —                          |
| 6   | «Who's Trippin'?»                                                                 | 14 de mayo de 2023     | 0.2        | 0.54                 | —           | —                        | —             | —                          |
| 7   | «Who's the Boss?»                                                                 | 21 de mayo de 2023     | 0.1        | 0.54                 | —           | —                        | —             | —                          |
| 8   | «Who's Nocturnal?»                                                                | 28 de mayo de 2023     | 0.1        | 0.43                 | —           | —                        | —             | —                          |
| 9   | «Who's Married?»                                                                  | 28 de mayo de 2023     | 0.1        | 0.40                 | —           | —                        | —             | —                          |
| 10  | «Who Got Burned?»                                                                 | 4 de junio de 2023     | 0.1        | 0.46                 | —           | —                        | —             | —                          |
| 11  | «Who's Getting Up There?»                                                         | 4 de junio de 2023     | 0.1        | 0.49                 | —           | —                        | —             | —                          |
| 12  | «Who's Afraid of Boomsday Again?»                                                 | 9 de julio de 2023     | 0.1        | 0.34                 | —           | —                        | —             | —                          |
| 13  | «Who's God?»                                                                      | 9 de julio de 2023     | 0.1        | 0.32                 | —           | —                        | —             | —                          |
| 14  | «Who's the Birthday Girl?»                                                        | 23 de julio de 2023    | 0.1        | 0.41                 | —           | —                        | —             | —                          |
| 15  | «Who Ain't Afraid of No Ghosts?»                                                  | 23 de julio de 2023    | 0.1        | 0.36                 | —           | —                        | —             | —                          |
| 16  | «Who's a Party Pony?»                                                             | 30 de julio de 2023    | 0.1        | 0.43                 | —           | —                        | —             | —                          |
| 17  | «Who's the Cat-Chelorette?»                                                       | 30 de julio de 2023    | 0.1        | 0.46                 | —           | —                        | —             | —                          |
| 18  | «Who's A Mole?»                                                                   | 6 de agosto de 2023    | 0.1        | 0.40                 | —           | —                        | —             | —                          |
| 19  | «Who's A Winner?»                                                                 | 6 de agosto de 2023    | 0.1        | 0.40                 | —           | —                        | —             | —                          |